# Мілінкевич Олександр Володимирович
Олекса́ндр Володи́мирович Мілінке́вич (біл. Аляксандар Уладзімеравіч Мілінкевіч; нар. 25 липня 1947, Гродно, Білоруська РСР, СРСР) — білоруський політик і науковець, лауреат премії Сахарова.

## Біографія
Народився у Гродно. Його прадід і прапрадід брали участь у повстанні 1863 року Кастуся Калиновського, репресовані царською владою. Дід — активіст білоруського руху 1920-х років на Гродненщині. Батько — заслужений викладач БРСР.
У 1965 закінчив школу з золотою медаллю, а 1969 року — з відзнакою фізико-математичний факультет Гродненського педінституту.
Працював викладачем у Гродно. Після завершення аспірантури Інституту фізики АН БССР 1972 року працював молодшим науковим співробітником. Стажувався в університеті Монпельє (Франція, 1980) та Каліфорнійському університеті (США, 1998), пройшов курс навчання в європейському центрі дослідження проблем безпеки в Гарміш-Партенкірхені (ФРН, 2000). Кандидат фізико-математичних наук.

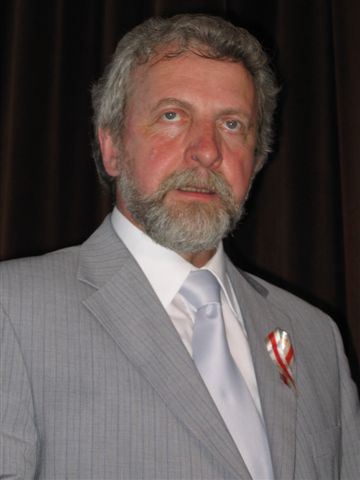
Олександр Мілінкевич, 5 липня 2006

У 1980–1984 роках завідував кафедрою Сетифського університету (Алжир), був доцентом Гродненського університету (1978–1980, 1984–1990). Засновник та керівник громадської організації «Ратуша».
У 1996–1997 роках — президент баскетбольного клуба «Гродно-93» — багаторазового чемпіона Білорусі.
Керівник програм «Фонду сприяння місцевому розвиткові». Окрім рідної мови також володіє російською, англійською, французькою та польською.
Одружений другим шлюбом, від першого має двох синів.

## Політична діяльність
У 1990—1996 роках був заступником голови міськвиконкому Гродно, займався питаннями освіти, культури, охорони здоров'я, молоді, спорту, ЗМІ, релігії, міжнародних відносин та охорони історичної спадщини. 2001 року був керівником передвиборчого штабу кандидата в президенти Семена Домаша.
У жовтні 2005 року на Конгресі Демократичних Сил обраний єдиним кандидатом на виборах 2006 року в Білорусі.

## Наукова діяльність
1976 року захищає дисертацію на тему «Механізм генерації надпотужних лазерних імпульсів». Автор 65 наукових праць і монографій із квантової електроніки, лазерної техніки, історії, культури, освіти, архітектури Білорусі. Краєзнавець, знайшов поховання останнього короля Речі Посполитої Станіслава Авґуста Понятовського, реставрував найдавніший у Європі гродненський дзиґар (XV — XVI сторіч).